# آبشار طرزه
آبشار طرزه
یکی از جاذبه‌های طبیعی و دیدنی در منطقه پشتکوه شهرستان فریدون‌شهر است که از ارتفاعات زاگرس مرکزی سرچشمه می‌گیرد و حدود ۸۵ کیلومتر با مرکز شهرستان فاصله داشته و در کنار روستای زیبای طرزه می‌باشد، ارتفاع این آبشارحدود ۴۰ متر و در تمام فصول سال جلوه‌ای زیبا از ریزش آب بر روی صخره‌ها به نمایش می‌گذارد.